# Decatur (Wisconsin)
Decatur – miasto w Stanach Zjednoczonych, w stanie Wisconsin, w hrabstwie Green.